# Donpen

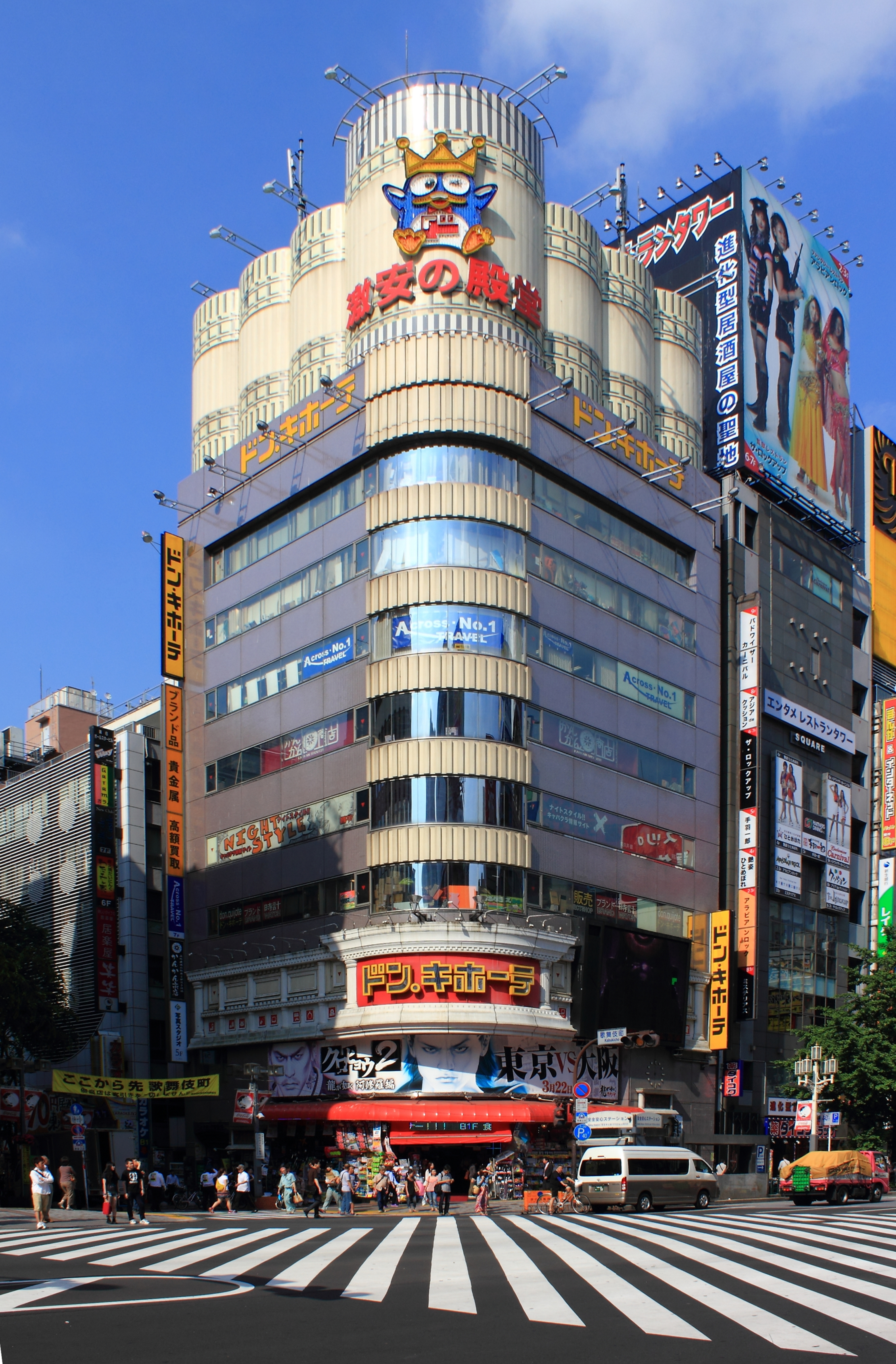
新宿歌舞伎町店上面的Donpen招牌

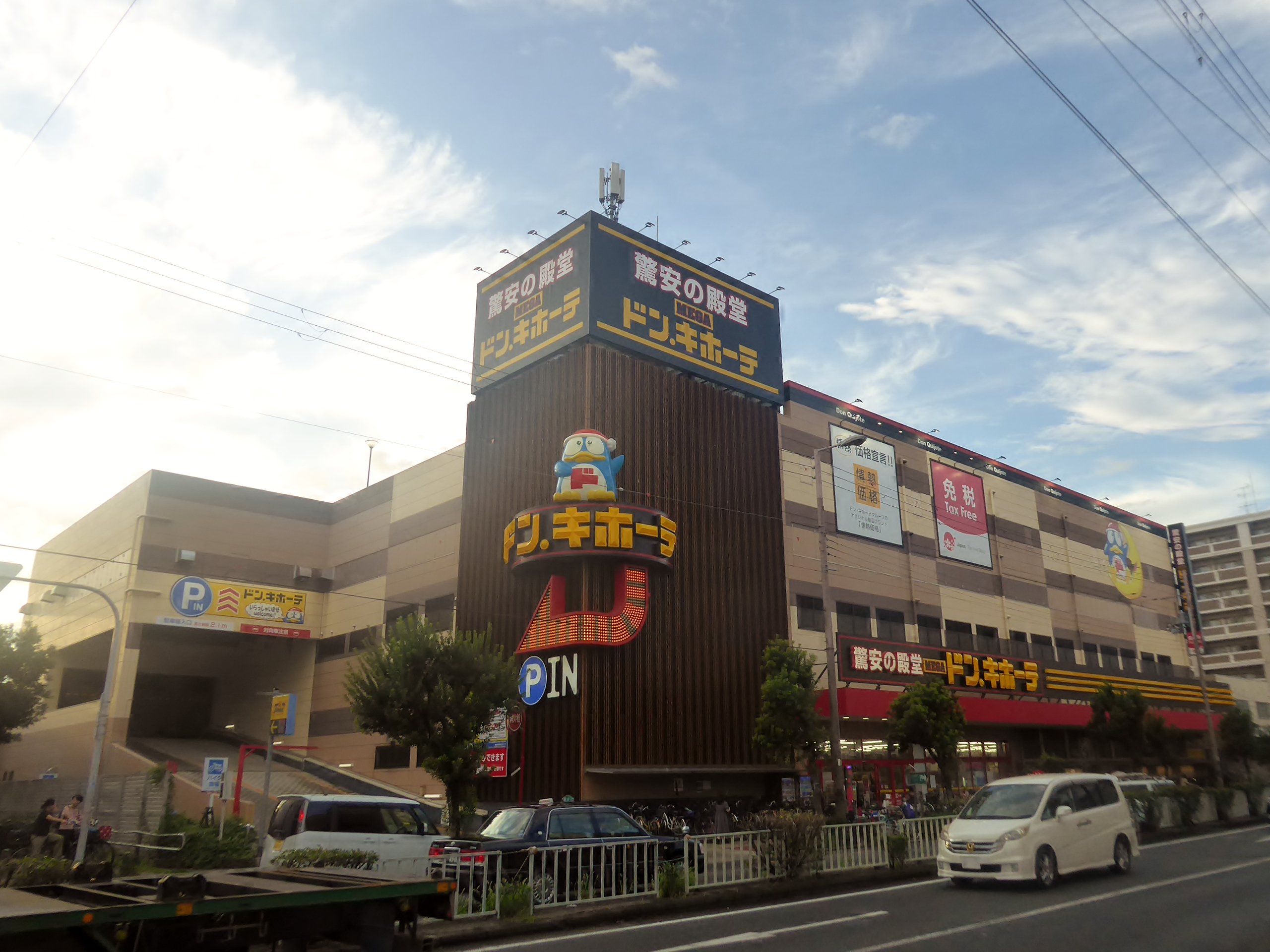
唐吉訶德的衍生店型「MEGA唐吉訶德」的Donpen招牌

Donpen（日语： donpen */?）又稱唐企鵝或Donpen君（ドンペンくん），是日本連鎖折扣店唐吉訶德的官方吉祥物。於1998年在東京都杉並分店的員工在手繪海報中首次出現，Donpen最初主要用於店內POP廣告與招牌設計，輔助顧客辨識品牌，且其形象在各分店及宣傳活動中略有差異。自推出以來，Donpen廣泛應用於店內外宣傳、商品包裝及廣告，並多次與其他知名角色合作推出聯名商品。2022年，唐吉訶德曾短暫宣布由Dojo-Chan取代Donpen，該消息引發消費者及社群媒體關注，最終決定撤回更換。 Donpen在2023年出版了自己的書籍。
由於唐吉訶德採分權經營，Donpen角色僅限體色與基本設定，各分店可自由發揮風格，因此其形象在不同分店與宣傳活動中呈現多樣化。Donpen有時還會賦予特定興趣或個性設定，如喜愛角落、從事運動或參與音樂表演等。Donpen也曾與Hello Kitty、遊戲王等知名角色合作推出聯名商品，並廣泛用於店內宣傳、POP展示及店外招牌，成為品牌代表符號之一。
整體而言，Donpen以其鮮明外觀與高辨識度，成為唐吉訶德品牌宣傳的重要元素。

## 設定
Donpen外觀為一隻午夜藍企鵝，頭上戴著紅色睡帽（類似聖誕帽），胸前印有紅色片假名（日本以外分店則為大寫字母「D」）。 其名稱取自公司名稱的首個音節，以及企鵝的英語單詞「penguin」的。官方設定其為在東京成長的南極企鵝，生日9月8日，身高與體重皆為98，興趣包括造訪唐吉訶德、夜間活動、淺水、釣魚及使用TikTok等。官方設定Donpen的飲食喜好包括納豆與芥末，不喜歡梅乾。
唐吉訶德另有一隻名為Donko（ドンコ）的吉祥物，外觀為粉紅色企鵝，胸前帶有紅色心形圖案，主要用於美容與化妝品宣傳。生日為3月3日，這一天在日本是女兒節，性格偏向時尚敏感，興趣包含洗澡與使用Instagram，與Donko的關係是朋友，兩者在品牌形象中各自擔當不同角色。

## 歷史
1998年，Donpen於唐吉訶德杉並分店首次亮相，由該分店的員工手繪創作，隨後被採用為吉祥物。
2022年1月，Donpen與服飾品牌SPINNS合作，推出跨越「地雷系」與「量產系」風格的聯名服飾，進一步提升其在Z世代中的時尚地位，並在Twitter與Instagram上掀起熱潮；同時，以量產型與地雷系為代表的年輕女性群體也將Donpen視為潮流符號，透過穿搭與創意再造，如在新宿歌舞伎町店鋪的商品區引發大量關注與銷售，象徵其形象成功進入流行文化圈。
2022年9月8日，為慶祝Donpen的生日，母公司泛太平洋國際控股（PPIH）正式向日本紀念日協會申請，Donpen和donko的生日在澀谷獲日本紀念日協會認證。
2024年8月，美國創作歌手布魯諾·馬爾斯與唐吉訶德連鎖店合作，Donpen與美國創作歌手布魯諾·馬爾斯及其他舞者一同出現在澀谷 Mega Don Quijote 店內的最新廣告中，在店內跳舞並展示店內「情熱価格」品牌商品。

### 吉祥物更換事件
2022年12月16日早上，唐吉訶德官方Twitter宣布推出新吉祥物Dojo-Chan，其造型為片假名擬人化、具備手腳的角色，身上還有招牌「情熱價格」，該吉祥物計劃取代Donpen，成為官方吉祥物和自有品牌「情熱價格」的官方代言人，並同步發布與男演員永山瑛太與Dojo-Chan共同演出的廣告。然而，同日，公司社長吉田直樹也在Twitter上發表了評論，並對此決定表達疑慮，並要求相關部門進行澄清
消息公布後，社群媒體上出現大量支持Donpen的聲音，包括上傳相關照片與留言，並有網路投票顯示逾九成受訪者希望保留Donpen。一些網友指出公告中藏有藏頭詩，認為可能是行銷手法。最終，在Twitter公告8小時後，社長宣布Donpen繼續擔任公司吉祥物，並保留Donpen的官方地位，官方也為此事道歉：
「公告換吉祥物後，收到了很多顧客的意見，再次確認了顧客對Donpen的喜愛，這超乎了我們的想像，公司進行內部協商後，決定取消吉祥物更換計畫，也再次感謝顧客對Donpen的深厚感情」
Dojo-Chan則於12月17日正式成為「情熱價格」品牌專屬角色。該事件引發關於其是否屬於「炎上商法」的討論。

## 影響
據唐吉訶德的行銷模式分析，Donpen對消費者的購買意圖有顯著影響。調查顯示，38%的受訪者表示Donpen影響了他們的購買決策，顯示其在品牌形象與行銷策略中的重要性。
日本媒體《J-CAST》報導指出，Donpen因源自店內POP設計人員創作，具有街頭親民感，且在各地分店中扮演靈活多變的吉祥物（如角色裝扮變換），這些因素讓Donpen更容易被消費者接受與喜愛。
據《Tokyo-Chara網誌》分析，Donpen的「午夜藍」與「月亮標誌」設計靈感來自於象徵唐吉訶德深夜營業特性。這種視覺設計不僅強化品牌辨識，也提升消費者對夜間消費體驗的聯想與親近感。
Daniel Diamond日經深度報導更將 Donpen 視為整體經營策略的一環，稱其已成功轉型為品牌識別的核心資產，有助於連帶提升品牌忠誠度與經濟效益。
日本經濟雜誌《東洋經濟》則從市場分析角度指出，品牌宣布吉祥物更換但迅速撤回的事件，反映出Donpen在消費者心中的認同感與支持度更勝於策略考量，成為一項「正面行銷」信號。
青年媒體YOUTH Clip調查顯示，Donpen與Dojo-Chan的角色更換事件引發Z世代在社群媒體上的廣泛討論，其中支持保留Donpen的聲音尤為強烈，反應該角色在年輕族群間的高度符號意義。

## 官方書籍與周邊出版物
在2023年9月8日，唐吉訶德與寶島社合作推出首本官方周邊書籍，標題為。該書以「尋找差異」為主題，包含約1,450處錯誤點，並搭配Donpen與Donko的日本縱貫旅遊插圖、地方風格圖鑑與特製貼紙。書籍發售期間，曾在MEGA Don Quijote澀谷本店等地舉辦Donpen簽書會與粉絲活動。
同年9月28日，另由KADOKAWA出版了以Donpen為插圖角色的英語會話書。

## 外部連結
- Donpen 和Donko官方介紹（页面存档备份，存于）
- 官方instagram （页面存档备份，存于）
- 官方抖音帳號 （页面存档备份，存于）
- 官方YouTube（页面存档备份，存于）